# یاکوب اسلوویک
یاکوب اسلوویک (انگلیسی: Jakub Słowik؛ زادهٔ ۳۱ اوت ۱۹۹۱) یک بازیکن فوتبال اهل لهستان است. وی همچنین در تیم ملی فوتبال لهستان بازی کرده‌است.
از باشگاه‌هایی که در آن بازی کرده‌است می‌توان به باشگاه فوتبال یاگلونیا بیاویستوک، باشگاه فوتبال پوگون شچچین، باشگاه فوتبال شلاسک وروتسواف اشاره کرد.